# Attar
Abū Hamīd bin Abū Bakr Ibrāhīm (n. 1145-46 - d. c. 1221, persană: ابو حامد بن ابوبکر ابراهیم ) , cunoscut mai bine sub numele de Farid ud-Din ( فرید الدین ) și 'Aṭṭār din Nishapur (pesană: عطار نیشاپوری), a fost un poet persan, teoretician al sufismului și hagiograf din Nishapur, care a avut o influență imensă și durabilă asupra poeziei și sufismului persan. El a scris o colecție de poezii lirice și un număr de poezii lungi în tradiția filosofică a misticismului islamic, precum și o lucrare în proză cu biografii și ziceri ale unor celebri mistici musulmani.  Manṭiq-uṭ-Ṭayr [Graiul păsărilor sau Conferința păsărilor] și Elāhī-Nāmeh [Cartea despre Divinitate] sunt printre cele mai faimoase lucrări ale sale.

## Viața
Informațiile despre viața lui Attar sunt puține și au fost mistificate de-a lungul secolelor. Cu toate acestea, ceea ce știm cu certitudine este că Attar a fost spițer (de unde și numele).  El este menționat de doar doi dintre contemporanii săi, `Awfi și Tusi. Cu toate acestea, toate sursele confirmă că el era din Nishapur, un oraș important al Khorasanului medieval (situat în nord-estul Iranului de acum).
Potrivit lui Reinert: Se pare că nu a fost bine cunoscut ca poet în viața sa, cu excepția orașului său natal, iar măreția sa de mistic, poet și maestru al narațiunii nu a fost descoperită decât în secolul al XV-lea.
„Attar a fost probabil fiul unui chimist prosper, și a primt o educație excelentă în diferite domenii. În timp ce lucrările sale nu spun nimic altceva despre viața sa, ele ne spun că a practicat profesia de spițer, și a asistat personal un număr foarte mare de clienți.  Oamenii pe care i-a ajutat în spițerie obișnuiau să-și spună necazurile , lucru care l-a afectat profund pe Attar. În cele din urmă, și-a abandonat spițeria și a călătorit mult - la Bagdad, Basra, Kufa, Mecca, Medina, Damasc, Khwarizm, Turkistan și India, și s-a întors promovând ideile sufismului. Attar a fost un musulman sunnit.
Încă din copilărie, Attar, încurajat de tatăl său, a fost atras de adepții sufismului, de spusele și de modul lor de viață, și i-a privit ca pe îndrumătorii săi spirituali. La vârsta de 78 de ani, Attar a suferit o moarte violentă în masacrul pe care mongolii l-au provocat în timpul atacului asupra Nishapurului, în aprilie 1221. Astăzi, mausoleul său se află în Nishapur. A fost construită de Ali-Shir Nava'i în secolul al XVI-lea și ulterior a suferit o renovare totală în timpul domniei lui Reza Shah, în 1940.

## Opera
Printre operele sale se numără:
- Dīvān (دیوان);
- Asrār-Nāma ("Cartea tainelor") (اسرار نامه);
- Maqāmāt-e Toyūr ("Graiul păsărilor") (= Mantiq uṭ-Ṭayr; مقامات الطیور sau منطق الطیر);
- Moṣībat-Nāma (مصیب نامه);
- Elāhī-Nāmeh ("Cartea divinității") (الهی نامه);
- Jawāher-Nāma (جواهر نامه);
- Šarḥ al-Qalb (شرح القلب).

Cel mai faimos poem al lui Attar este de departe Graiul păsărilor (Mantiq ut-Tayr). La fel ca multe alte poezii ale sale, este în genul mathnawi (sau masnavi) al cuplelor rimate. În timp ce genul de poezie mathnawi poate folosi o varietate de metri diferite, Attar a adoptat un anumit metru, care a fost ulterior imitat de Rumi în celebrul său Masnavi-ye-Ma'navi, care a devenit apoi metrul mathnawi prin excelență.
În poem, păsările lumii se adună pentru a decide cine trebuie să fie suveranul lor, deoarece nu au niciunul. Pupăza, cel mai înțelept dintre toți, sugerează că acestea ar trebui să găsească legendara Simorgh. Pupăza conduce păsările, fiecare dintre ele reprezentând o greșeală umană care împiedică natura umană să atingă iluminarea.
Pupăza le spune păsărilor că trebuie să traverseze șapte văi pentru a ajunge la lăcașul lui Simorgh. Aceste văi sunt, după cum urmează: 
1. Valea Căutării, unde Călătorul începe prin alungarea tuturor dogmelor, credințelor și necredinței.
2. Valea Iubirii, unde rațiunea este abandonată de dragul iubirii.
3. Valea Cunoașterii, unde cunoașterea lumească devine cu totul inutilă.
4. Valea Detașării, unde se renunță la toate dorințele și atașamentele lumești. Aici, ceea ce se presupune a fi „realitate”, dispare.
5. Valea Unității, unde Călătorul își dă seama că totul este conectat și că Iubitul este dincolo de orice, inclusiv armonia, multiplicitatea și eternitatea.
6. Valea Minunării, unde, fascinat de frumusețea Preaiubitului, Călătorul devine nedumerit și, îmbibat de uimire, constată că el sau ea nu a știut sau nu a înțeles niciodată nimic.
7. Valea Sărăciei și anihilării, în care sinele dispare în univers și drumul de urmat devine atemporal, existând atât în trecut, cât și în viitor.
„Dacă Simorgh îți dezvăluie fața, vei găsi
că toate păsările, fie ele treizeci sau patruzeci sau mai multe,
nu sunt decât umbrele aruncate de acea dezvăluire.
Ce umbră este separată vreodată de creatorul ei?
Vezi?
Umbra și creatorul ei sunt una și aceeași,
deci treceți peste suprafețe și adânciți-vă în mistere.”
Folosirea magistrală a simbolismului de către Attar este o componentă cheie a poemului său, el manipulând în mod abilsimbolismele și aluziile.
Ilahi-Nama (persană: الهی نامه) sau Elahi-Nāmeh este o altă celebră operă poetică a lui Attar, alcătuită din 6500 de versuri. În ceea ce privește forma și conținutul, are unele asemănări cu Graiul păsărilor. Povestea este despre un rege care se confruntă cu dorințelelumești ale celor șase fii ai săi. Regele încearcă să le arate că acestea sunt temporare și fără sens, redându-le un număr mare de povești spirituale.
Mukhtār-Nāma (persană: مختار نامه) este o colecție vastă de catrene (în număr de 2088). În Mokhtar-nama se conturează anumite subiecte mistice și religioase (căutarea uniunii, simțul unicității, distanțarea față de lume, anihilarea, uimirea, durerea, conștientizarea morții etc.), precum și diverse teme tipice poeziei lirice de inspirație erotică adoptate de literatura mistică (chinul iubirii, uniunea imposibilă, frumusețea celui iubit, stereotipurile poveștilor de dragoste ca slăbiciunea, plânsul, separarea).
Divan-ul lui Attar (persană : دیوان عطار  este format aproape în întregime din gazeluri. Există, de asemenea, unele qasideh (ode), dar acestea alcătuiesc mai puțin de o a șaptea parte din Divan. Odele sale expun teme mistice și etice și precepte morale. Uneori sunt modelate după Sanai. Versurile lui Attar exprimă aceleași idei care sunt elaborate în epopeile sale. Poezia sa lirică nu diferă semnificativ de cea a poeziei sale narative și același lucru se poate spune despre retorică și imagistică.
Într-o altă lucrarea de-a sa, Biografiile sfinților ("Tadhkiratu'l Awliya"), Attar a adunat informații referitoare la primii sufiți.
- Maqāmāt-e Toyūr
- Maqāmāt-e Toyūr
- Maqāmāt-e Toyūr
- Maqāmāt-e Toyūr